# Anna Eshoo
Anna Georges Eshoo (New Britain, 13 dicembre 1942) è una politica statunitense, membro della Camera dei Rappresentanti per lo stato della California dal 1993 al 2025.

## Biografia
Eshoo è l'unico membro del Congresso di origini assire.
È una sostenitrice dei diritti degli omosessuali e si batte contro le persecuzioni religiose.